# Țăndărei
Țăndărei is een stad (oraș) in het Roemeense district Ialomița. De stad telt 12.791 inwoners (2004).